# Stygnoplus dominicanus
Stygnoplus dominicanus was een hooiwagen uit de familie Stygnidae.
Het is een synoniem van Stygnoplus tuberculatus